# Paweł Maciński
Paweł Maciński (ur. 1880 w Skotnikach, zm. 24 lipca 1965) – pedagog, dyrektor szkoły i działacz katolicki.

## Życiorys
Uzyskał dyplom inżyniera w Instytucie Politechnicznym w Charkowie, następnie pracował jako nauczyciel matematyki w Prywatnym Gimnazjum Wiktorii Macińskiej i Zofii Pętkowskiej, założonym w 1901 roku, a także był jego dyrektorem. Po II wojnie światowej był nauczycielem w Technikum Budowy Maszyn w Łodzi. Był członkiem Sodalicji Mariańskiej, prezesem Towarzystwa Kultury Katolickiej, członkiem Zarządu Głównego i prezesem oddziału łódzkiego Polskiej Macierzy Szkolnej, oraz Akcji Katolickiej.

### Życie prywatne
Był synem Wincentego Stanisława Pętkowskiego i Amelii z domu Kaweckiej. Jego pierwszą żoną była nauczycielka i założycielka gimnazjum – Wiktoria z domu Pętkowska (zm. 1926), siostra Zofii Pętkowskiej. Jego drugą żoną była Jadwiga Ludwika z domu Pętkowska – nauczycielka języka francuskiego.
Został pochowany w części rzymskokatolickiej Starego Cmentarza w Łodzi.

## Odznaczenia
- Order Świętego Grzegorza Wielkiego (23 grudnia 1923) – za całokształt pracy społecznej i wychowawczej[4][5],
- Order Maltański[6],
- Krzyż Kawalerski Orderu Odrodzenia Polski[4].